# Décembre 1916 (guerre mondiale)
Novembre 1916 - décembre 1916 - Janvier 1917
- 2 décembre : 
  - L’armée d’Orient du général Sarrail occupe Athènes après de sévères affrontement avec les troupes royales grecques.

- 4 décembre : 
  - Jonction à proximité de Bucarest, des unités de la quadruplice engagées face à la Roumanie.

- 5 décembre : 
  - évacuation de Bucarest par le gouvernement Bratianu : le roi et son gouvernement se retirent en Moldavie.

- 6 décembre : 
  - Occupation de Bucarest par les unités germano-austro-hongroises.

- 10 décembre :
  - À la suite de la démission du Premier ministre britannique Herbert Asquith, nomination de David Lloyd George comme Premier ministre du Royaume-Uni : celui-ci crée un Cabinet de Guerre dans un premier temps limité à cinq membres.

- 12 décembre :
  - Fin de la bataille de Verdun. Les Allemands sont définitivement repoussés par les troupes françaises.
  - Remaniement du gouvernement présidé par Aristide Briand. Le gouvernement est réduit à 10 membres au lieu de 23.
  - Note de paix des puissances centrales aux Alliés : les membres de la quadruplice rendent public leurs buts de guerre.

- 13 décembre :
  - Lyautey nommé ministre de la guerre en France.
  - avalanches de neige dans le Tyrol autrichien : mort de 10 000 soldats italiens et austro-hongrois.
  - Création de la Karl-Truppenkreuz, décernée aux soldats de l'armée austro-hongroise, ayant appartenu à une unité combattante et ayant servi sur le front pendant une période minimale de douze semaines.

- 16 décembre : 
  - Le village de Bezonvaux est définitivement reconquis par les unités françaises.

- 20 décembre : 
  - Heinrich von Clam-Martinic, nouveau ministre-président en Autriche. Réouverture du Reichsrat.

- 21 décembre :
  - Les unités françaises engagées dans la région de Verdun achèvent la reconquête des positions perdues depuis le mois de février, lors du lancement de l'attaque allemande.

- 22 décembre : 
  - Ottokar Czernin nommé ministre des affaires étrangères de la double monarchie. Stephan Burián von Rajecz, son prédécesseur, est nommé ministre commun des finances.

- 23 décembre : 
  - Mémorandum de l'OHL proposant les buts de guerre des militaires allemands.

- 25 décembre : 
  - Élévation de Joseph Joffre à la dignité de maréchal de France : il est cependant remplacé par Robert Nivelle à la tête des armées françaises.